# Baklava
A baklava kiadós, édes süteményféle, számos közel-keleti és balkáni ország konyhájában megtalálható. A baklavát a törökök, arabok, görögök, örmények, bolgárok és szerbek egyaránt saját hagyományos édességeik között tartják számon. Rétestészta alapú édesség, melyet dióval vagy pisztáciával töltenek meg, és cukorral vagy mézzel ízesítenek.

## Története
Bár a baklava története nem jól dokumentált, török változata valószínűleg a konstantinápolyi Topkapı-palota (a mai Isztambul) császári konyháiban készült először. 
[19][27] A szultán minden ramadán hónap 15. napján Baklava Alayı néven ünnepélyes felvonulás keretében tálcányi baklavát ajándékozott a janicsároknak.
Vryonis (1971) a Deipnosophistaeban említett ókori görög gastis, kopte, kopton szavakat azonosítja a baklavával, ami szerint ez a bizánciak kedvence. Perry (1994) ezzel ellentétesen azt állítja, hogy bár a gastris nevű étel tartalmaz diót és mézet, de nincs benne tészta, hanem szezámmag-keverékből áll, hasonlóan a halvához. Perry állítását, miszerint a baklava nem ógörög, hanem török eredetű, alátámasztja továbbá, hogy a rétegelt tésztát a közép-ázsiai török konyha használta. A közép-ázsiai rétegelt tészta és a szinte átlátszó vékonyságú tészta közötti hiányzó fejlődési lépést az azerbajdzsáni Bakı pakhlavası ételnél találjuk meg. Ez az édesség már rétegelt, de még nem nyújtott tésztából készült.